# Stążki (Mikołajki Pomorskie)
Stążki (deutsch Stangenberg) ist ein Dorf in der Landgemeinde (Gmina) Mikołajki Pomorskie (Niklaskirchen) im Powiat Sztumski (Stuhmer Kreis) der polnischen Woiwodschaft Pommern.

## Geographische Lage
Das Dorf liegt im ehemaligen Westpreußen, etwa 18 Kilometer südöstlich von Stuhm (Sztum) und zwölf Kilometer westlich von Christburg (Dzierzgoń).

## Geschichte

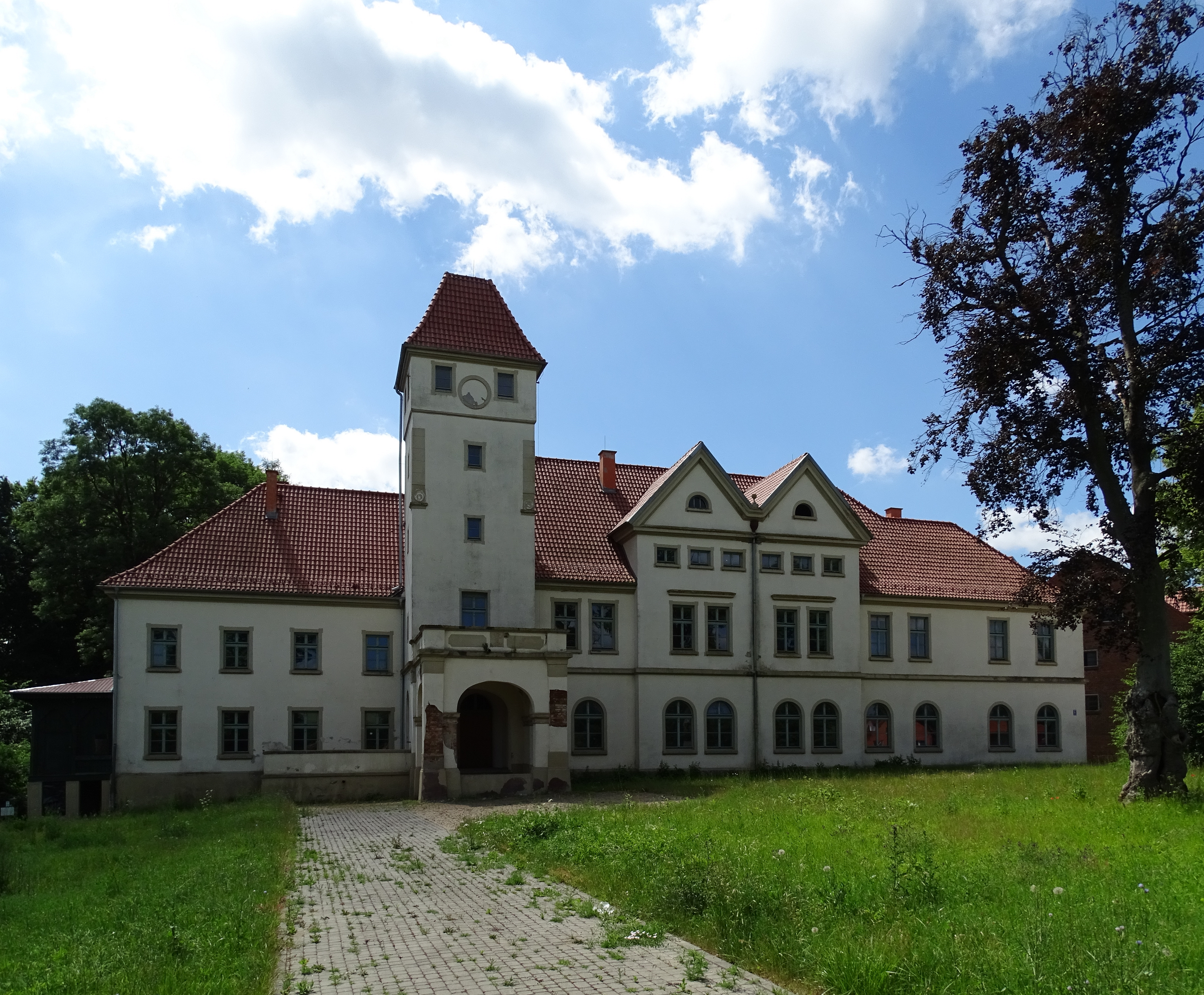
Gutshaus des ehemaligen Guts Stangenberg (Juni 2021)

Ältere Ortsbezeichnungen sind Stangenberc (1285), Stangenberch (1288), Stangenberg (1323), Stangeberg (1437) und Sztemberk (1742).  Die Ortschaft ist nach dem Ritter Dietrich Stange benannt, dem Conrad von Tyrberch, Deutschordens-Landmeister zu Elbing, am 16. April 1285 das castrum Stangenberc mit 100 Hufen nebst dem See Balov (Baalauer See) erblich zu kulmischem Recht verlieh. Dietrich Stange wird noch 1313 erwähnt. Seine Familie, die das Gut nach ihm in Besitz hatte, scheint am Anfang des 15. Jahrhunderts erloschen zu sein.
Am Donnerstag vor Palmsonntag 1418 verlieh der Hochmeister Michael Küchmeister Stangenberg mit Zubehör zu Magdeburger Recht dem Herrn Jon Swynchen in Anbetracht von dessen dem Deutschen Orden geleisteten Kriegsdiensten. 1444 ist schon Gabriel von Baysen im Besitz von Stangenberg. Stanislaus Kostka verkaufte 1518 Stangenberg an Georg Zack († 1543); der Verkauf wurde am Sonntag von Laetare 1519 von König Sigismund I. von Polen bestätigt.
Stangenberg befand sich im 17. Jahrhundert im Besitz eines Zweigs der Familie Schack von Wittenau (auch Schach von Wittenau), der mit dem Deutschen Orden nach Preußen gekommen war. Karl Albrecht Graf Schack von Wittenau (1711–1782), Herr auf Stangenberg, Groß und Klein Teschendorf usw., königlich polnischer Generalmajor, verstarb ohne männlichen Erbnachfolger und hatte zwei Töchter. Stangenberg kam im Erbvergleich vom 19. Juli 1786 an seine jüngere Tochter, Anna Elisabeth, die Georg Albrecht von Rittberg ehelichte. Die Güter befanden sich noch im 19. Jahrhundert im Besitz der Familie Rittberg. 1896 war Heinrich Graf Rittberg, Landrat a. D. und Geheimer Regierungsrat, Besitzer des Ritterguts Stangenberg mit Wassermühle und Ziegelei. Die Familie Rittberg hatte die Güter Stangenberg, Baalau und Höfchen auch noch 1939 in Besitz.
Am 1. April 1927 betrug die Flächengröße des Guts Stangenberg 714 Hektar, und 1925 wohnten im Gutsbezirk 210 Personen.
Im Jahr 1945 gehörte das Dorf Stangenberg zum Landkreis Stuhm im Regierungsbezirk Marienwerder im Reichsgau Danzig-Westpreußen des Deutschen Reichs. Stangenberg war Sitz des Amtsbezirks Stangenberg.
Im Januar 1945 wurde Stangenberg von der Roten Armee besetzt. Nach Beendigung der Kampfhandlungen wurde die Region seitens der sowjetischen Besatzungsmacht zusammen mit ganz Hinterpommern und der südlichen Hälfte Ostpreußens – militärische Sperrgebiete ausgenommen – der Volksrepublik Polen zur Verwaltung überlassen. Es wanderten nun Polen zu. Stangenberg wurde unter der polnischen Ortsbezeichnung „Stążki“ verwaltet. Die einheimische Bevölkerung wurde von der polnischen Administration mit wenigen Ausnahmen aus Stangenberg vertrieben.

### Demographie
| Jahr | Einwohner | Anmerkungen |
| ---- | --------- | --- |
| 1783 | –         | adliges Gut mit einer Wasser- und Windmühle, 20 Feuerstellen (Haushaltungen), in Westpreußen |
| 1818 | 208       | Hauptgut, adlige Besitzung |
| 1852 | 351       | davon 233 im Gut und 118 auf dem Vorwerk |
| 1864 | 404       | davon 146 im Dorf (97 Evangelische und 49 Katholiken) und 258 im Gutsbezirk (153 Evangelische, 97 Katholiken) |
| 1910 | 263       | am 1. Dezember, davon 92 im Dorf (darunter 48 Evangelische und 44 Katholiken; 17 Personen mit polnischer Muttersprache) und 171 im Gutsbezirk (81 Evangelische, 89 Katholiken; 21 Personen mit polnischer Muttersprache) |
| 1933 | 298       | [ 12 ] |
| 1939 | 235       | [ 12 ] |

## Kirche
Die Protestanten der hier bis 1945 anwesenden Dorfbevölkerung gehörten zur evangelischen Pfarrei Groß Rohdau.
Evangelische Prediger in Stangenberg vor 1945
- Matthias Logdan oder Lobdau, 1619[1]
- George Schubert, 1628[1]

## Söhne und Töchter (Auswahl)
- Benno von Rittberg (1802–1876), preußischer Land- und Geheimer Regierungsrat
- Oswald von Rittberg (1832–1908), Rittergutsbesitzer, Politiker und Reichstagsabgeordneter